# Двадесет и девета династия на Древен Египет
29-а династия на Древен Египет управлява между 398 – 380 пр.н.е. през последния период в историята на Древен Египет, Късен период, който обхваща 26 – 31 династии (664 – 332 пр.н.е.).

## Фараони
| Име                | Управление                 |
| ------------------ | -------------------------- |
| Неферит I          | 398 – 393 пр.н.е.          |
| Хорнебха, (Muthis) | 393 пр.н.е.                |
| Псаммут            | 393 пр.н.е.                |
| Хакор (Achoris)    | 393 – 380 пр.н.е.          |
| Неферит II         | 380 пр.н.е., упр. 4 месеца |